# AA Altos
AA Altos is een Braziliaanse voetbalclub uit Altos in de staat Piauí. 

## Geschiedenis
De club werd opgericht in 2013. In 2015 namen ze de profstatus aan en speelden ze in de tweede klasse van het Campeonato Piauiense. De club werd meteen kampioen en promoveerde zo naar de hoogste klasse. In 2016 won Altos het tweede toernooi en mocht zo de finale spelen tegen Ríver, maar omdat ze in de competitie een niet-speelgerechtigde speler opgesteld hadden trok Ríver naar de rechtbank en kreeg de titel toegewezen zonder te spelen. Altos mocht wel aantreden in de Série D 2016 en werd daar groepswinnaar. In de tweede ronde werd nog América do Recife verslagen, maar dan verloren ze van CSA. 
In 2017 mocht de club aantreden in de Copa do Brasil en versloeg daar in de eerste ronde CRB. In de tweede ronde verloren ze van Criciúma. In de staatscompetitie van dat jaar wonnen ze opnieuw het tweede toernooi en mochten deze keer wel de finale spelen. Uit tegen Parnahyba wonnen ze met 0-3. Thuis werd het 2-2 gelijk en de club werd in het tweede jaar hoogste klasse al staatskampioen. In de Série D bereikte de club de tweede fase en speelde twee keer gelijk tegen Santos en werd uitgeschakeld door de uitdoelpuntregel. 
In 2018 versloeg de club Série B club Atlético Goianiense in de Copa do Brasil en verloor dan van Bragantino. De club werd ook opnieuw staatskampioen en bereikte in de Série D de derde ronde, waarin ze verloren van de latere kampioen Ferroviário. In 2019 verloor de club de finale om de staatstitel tegen Ríver. In de Série D van 2020 slaagde de club erin de halve finale te bereiken, waar ze verloren van Mirassol, maar ze verzekerden zich zo wel van promotie naar de Série C. Het was nog maar de tweede keer, sinds de oprichting van de Série D in 2009, dat een club uit Piauí promotie kon afdwingen.

## Erelijst
Campeonato Piauiense
2017, 2018, 2021, 2024
ABC · 
Anápolis · 
Botafogo-PB · 
Brusque ·
Caxias · 
Confiança ·
CSA · 
Figueirense · 
Floresta · 
Guarani · 
Itabaiana · 
Ituano ·
Londrina · 
Maringá · 
Náutico · 
Ponte Preta · 
Retrô · 
São Bernardo · 
Tombense · 
Ypiranga de Erechim